# Danuta Dąbrowska (historyczka)
Danuta Dąbrowska właściwie Jakoba Fryda Blidsztejn (ur. 1925 lub 12 stycznia 1927 w Berlinie, zm. 19 kwietnia 2015 w Giwatajim) – polska historyk i archiwistka żydowskiego pochodzenia, pracownik naukowy Żydowskiego Instytutu Historycznego.

## Życiorys
Urodziła się w Berlinie, w rodzinie Henryka Bildszteina i Idalii z domu Jurzdyckiej. Jej rodzice byli lekarzami, którzy prowadzili w Niemczech praktyki lekarskie. Do 1933 roku mieszkała w Berlinie, pod opieką ciotki, następnie wróciła do Polski, gdzie przebywali już jej rodzice. Wraz z rodzicami zamieszkała w Sarnakach. Po roku jej rodzice rozwiedli się, a następnie, wraz z matką przeniosła się do Warszawy, gdzie zamieszkała w I Kolonii Warszawskiej Spółdzielni Mieszkaniowej na Żoliborzu. Przed wybuchem wojny rozpoczęła naukę w gimnazjum Robotniczego Towarzystwa Przyjaciół Dzieci.
W czasie II wojny światowej przebywała początkowo wraz z matką i ciotką w getcie w podwarszawskiej Falenicy. W getcie mieszkały prawie do jego likwidacji, opuszczając je w sierpniu 1942 roku. Następnie ukrywały się na Żoliborzu, w wynajętym pokoju przy ulicy Wyspiańskiego. Od tego czasu posługiwała się nazwiskiem Danuta Dąbrowska. W związku z zagrożeniem, matka umieściła ją w sierocińcu Rady Głównej Opiekuńczej, a następnie w klasztorze przy ulicy Kilińskiego. W klasztorze przeżyła powstanie warszawskie, a po jego upadku została wywieziona do Niemiec na prace przymusowe.
Po zakończeniu wojny powróciła do Polski i wraz z matką zamieszkała w Końskich, skąd we wrześniu 1945 roku powróciły do Warszawy. W tym samym roku zdała maturę i podjęła studia w Szkole Głównej Handlowej. W 1946 roku została przyjęta na Uniwersytet Warszawski, gdzie rozpoczęła studia w zakresie romanistyki i anglistyki. W marcu 1953 roku otrzymała stopień magistra w zakresie filologii francuskiej. Temat jej pracy magisterskiej brzmiał: Le probleme de l’authentucute du Cinquieme Livre de Rabelais. Podczas studiów zaangażowała się w działalność Zjednoczonej Żydowskiej Partii Robotniczej Poalej Syjon – Lewica – Ha-Szomer Ha-Cair.
W latach 1949–1951 pracowała w bibliotece Głównego Instytutu Chemii Przemysłowej. W 1951 roku podjęła pracę w Żydowskim Instytucie Historycznym, gdzie specjalizowała się w badaniach nad dziejami Żydów polskich oraz holocaustem na ziemiach polskich. Była redaktorką między innymi takich publikacji jak Eksterminacja Żydów na ziemiach polskich w okresie okupacji hitlerowskiej (Żydowski Instytut Wydawniczy, Warszawa, 1957), Kronika Getta Łódzkiego. T. 1, Styczeń 1941 – maj 1942 oraz Kronika Getta Łódzkiego. T. 2, Czerwiec – grudzień 1942 (wspólnie z Lucjanem Dobroszyckim), a także tłumaczką materiałów do książki Okupacja i ruch oporu w Dzienniku Hansa Franka 1939–1945, tłumaczyła także m.in. raport Stroopa. Publikowała również w „Biuletynie Żydowskiego Instytutu Historycznego” oraz ukazującym się w języku jidysz „Bleter far Geszichte”.
W wyniku wydarzeń marcowych w 1968 roku, we wrześniu 1968 roku wyemigrowała do Izraela. Była wieloletnim pracownikiem naukowym Instytutu Jad Waszem w Jerozolimie. Wspólnie z Abrahamem Weinem i Aharonem Weissem w latach 70.XX wieku opracowała encyklopedię społeczności żydowskich w Polsce pt. „Pinkas hakehillot Polin”.
Jej mężem był dziennikarz Edmund Gonczarski.